# Sollefteå landskommun
Sollefteå landskommun var en tidigare kommun i Västernorrlands län i Sverige.

## Administrativ historik
Sollefteå landskommun inrättades den 1 januari 1863 i Sollefteå socken  i Ångermanland när 1862 års kommunalförordningar trädde i kraft. Den 20 februari 1885 inrättades Sollefteå municipalsamhälle inom kommunen. Detta bröts sedan ut ur kommunen den 1 januari 1902 för att bilda Sollefteå köping. Enligt kungligt brev den 18 oktober 1912 flyttades ett område på 4,76 km² över från landskommunen till köpingen, gällande från och med den 1 januari 1913. Sollefteå köping ombildades den 1 januari 1917 till Sollefteå stad.
Den 1 januari 1945 återförenades Sollefteå stad och Sollefteå landskommun, då landskommunen inkorporerades i staden.

## Kommunvapen

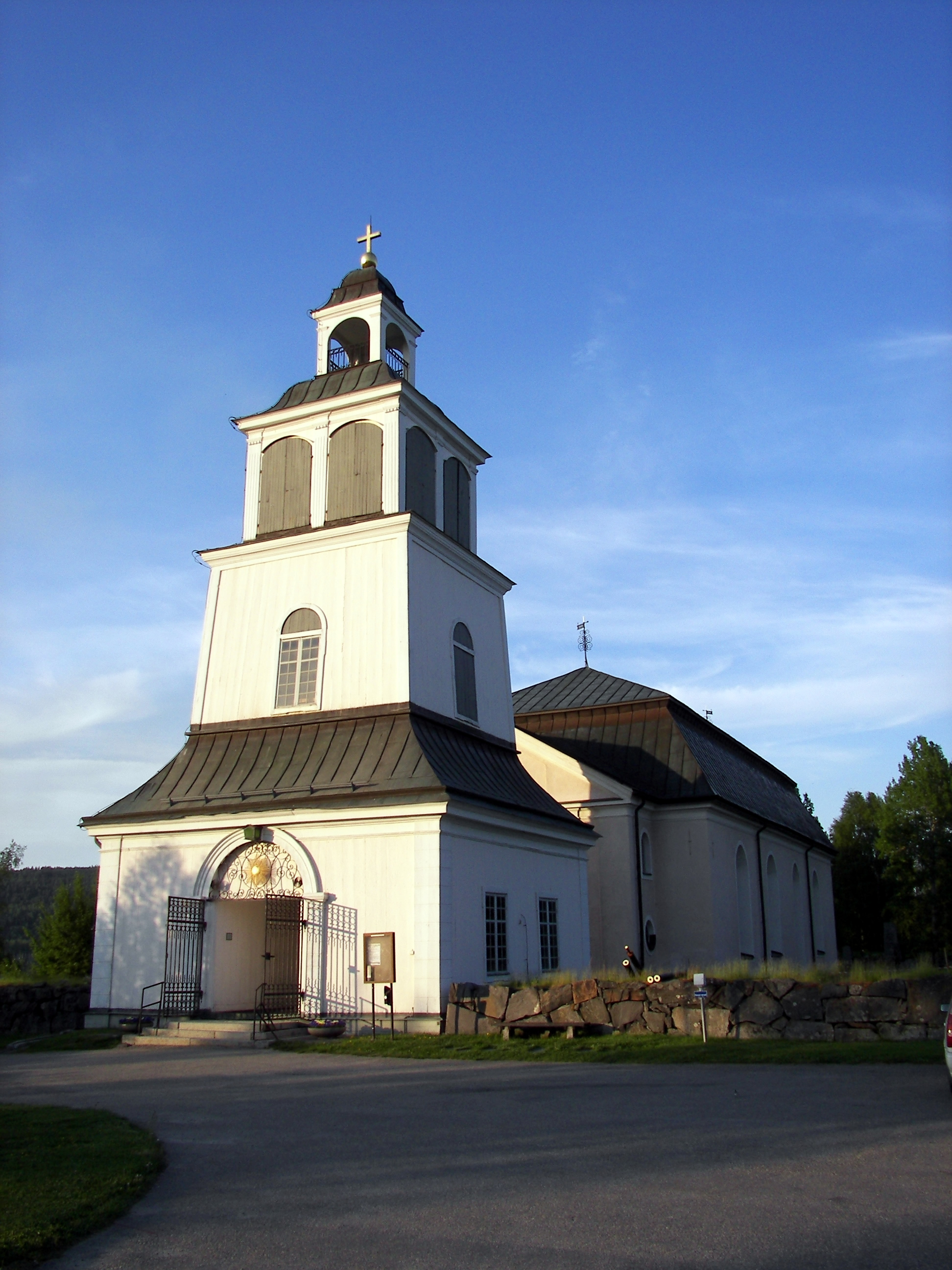
Sollefteå kyrka

Sollefteå landskommun förde inte något vapen.

## Politik

### Mandatfördelning i valen 1938-1942
| 17 | 3 | 4 |

| 23 |

| 17 | 4 | 3 |

| 23 |

### Fotnoter
1. ↑  ”SCB: Folkräkningen 1920 sida 76”. Arkiverad från originalet den 26 oktober 2014. https://www.webcitation.org/6TbpfnsYC?url=http://www.scb.se/Grupp/Hitta_statistik/Historisk_statistik/_Dokument/SOS/Folkrakningen_1920_1.pdf. Läst 6 juli 2013.
2. ↑  Per Andersson: Sveriges kommunindelning 1863-1993, Draking, Mjölby 1993, ISBN 91-87784-05-X, s. 91